# Stephanopis longimana
Stephanopis longimana es una especie de araña del género Stephanopis, familia Thomisidae.

## Distribución
Se distribuye por Australia (Queensland, Nueva Gales del Sur, Tasmania).

## Taxonomía
Fue descrita por Thorell en 1881.
Tratamiento taxonómico
La especie aparece registrada y publicada en Thorell 1881: 322.